# Zdeněk Profous
Zdeněk Profous (7. listopadu 1925 Dřeveš – 28. července 1951 Věznice Pankrác) byl český podnikatel a protikomunistický odbojář odsouzený v politickém procesu komunistickým režimem k trestu smrti a v roce 1951 popraven.

## Život
Narodil se v roce 1925 v Dřeveši. Živil se jako řezník.
Po únorovém převratu v roce 1948 se zapojil do protikomunistického odboje. Spolupracoval přitom s Janem Musilem (nar. 1904) a podnikatelem Jindřichem Jankem (nar. 1925). Mezi činnost jejich odbojové skupiny patřilo rozšiřování protirežimních letáků a zastrašování podporovatelů režimu.
V březnu 1950 byli zatčeni při pokusu o přepadení služebního auta s penězi, kterými chtěli financovat svou odbojovou činnost. Přestože byli ozbrojeni, nepoužili své zbraně, přepadení nebylo úspěšné a všichni tři tak byli zatčeni. V únoru 1951 byl Profous ve veřejném politickém procesu spolu s Musilem a Jankem za trestné činy velezrady, obecného ohrožení, loupeže a za další trestné činy odsouzen k trestu smrti. V procesu bylo přitom souzeno dalších sedm osob, které skupině nějak pomohly nebo o její činnosti věděly. Popraven byl v červenci 1951.

## Hrob
V roce 1965 byla urna s jeho ostatky tajně pohřbena do společného hrobu na Motolském hřbitově. Zde bylo 20. května 2000 slavnostně otevřeno a vysvěceno Čestné pohřebiště politických vězňů. Jméno Zdeňka Profouse je uvedeno na jedné (umístěné vpravo) ze dvou šedých mramorových desek instalovaných v roce 2012.

Na Čestném pohřebišti III. odboje na Ďáblickém hřbitově se nachází jeho symbolický hrob. Tamní symbolické náhrobky odkazují na zemřelé politické vězně bez ohledu na jejich skutečné místo pohřbení.

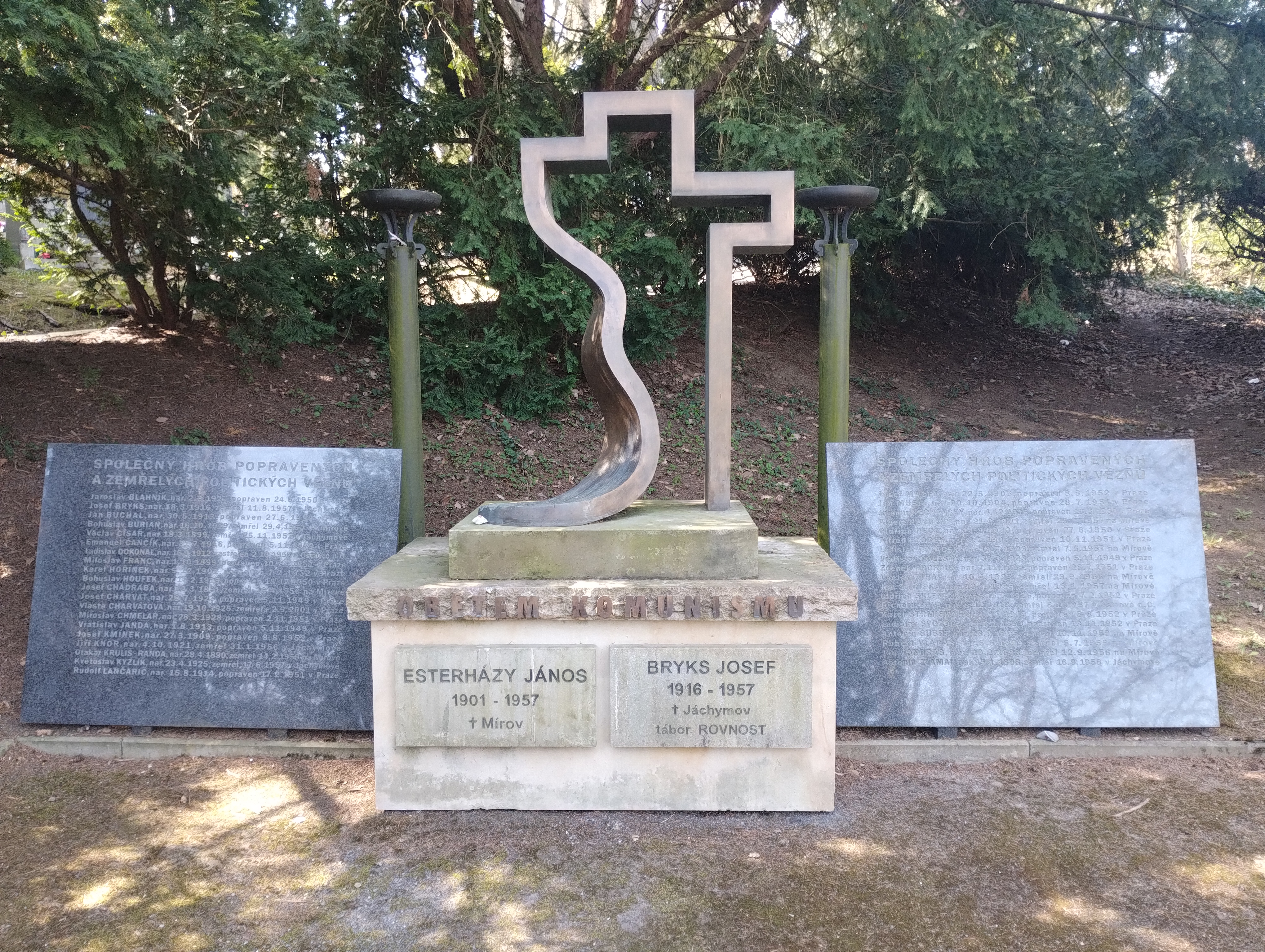
Památník na Čestném pohřebišti politických vězňů, Motolský hřbitov
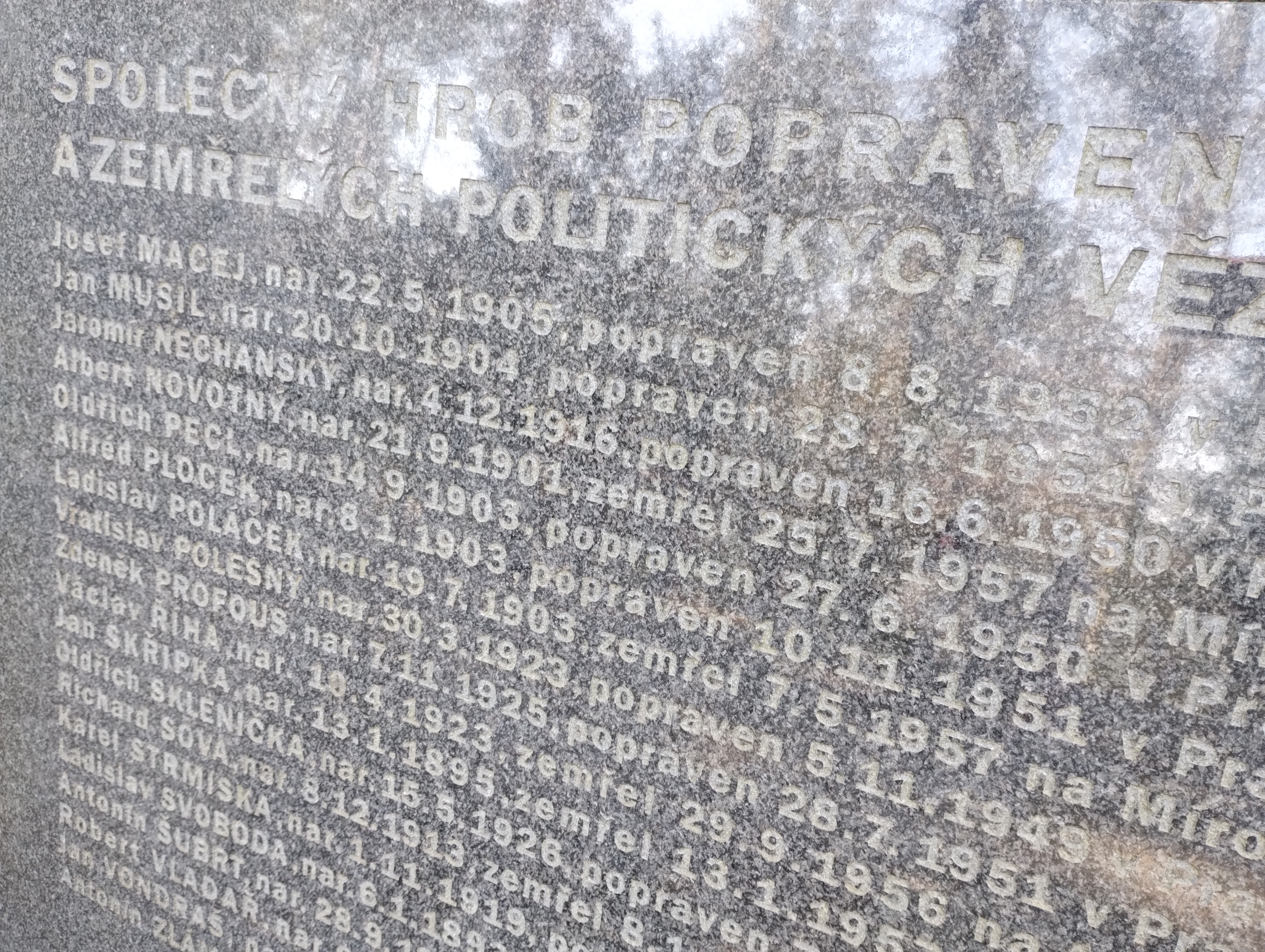
Památník na Čestném pohřebišti politických vězňů, deska vpravo se jménem Z. Profouse, Motolský hřbitov
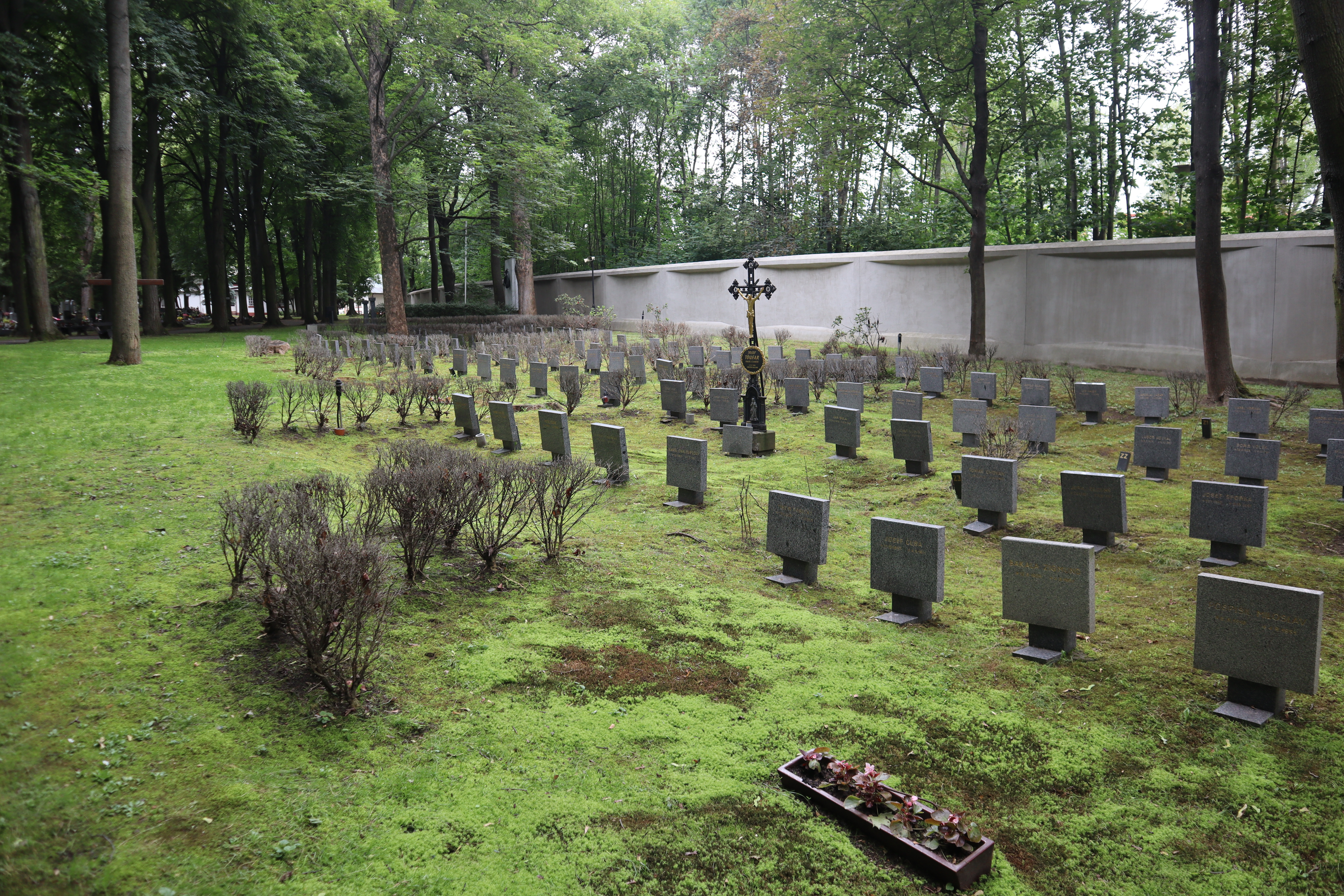
Čestné pohřebiště popravených a umučených z 50. let (III. odboj) na Ďáblickém hřbitově
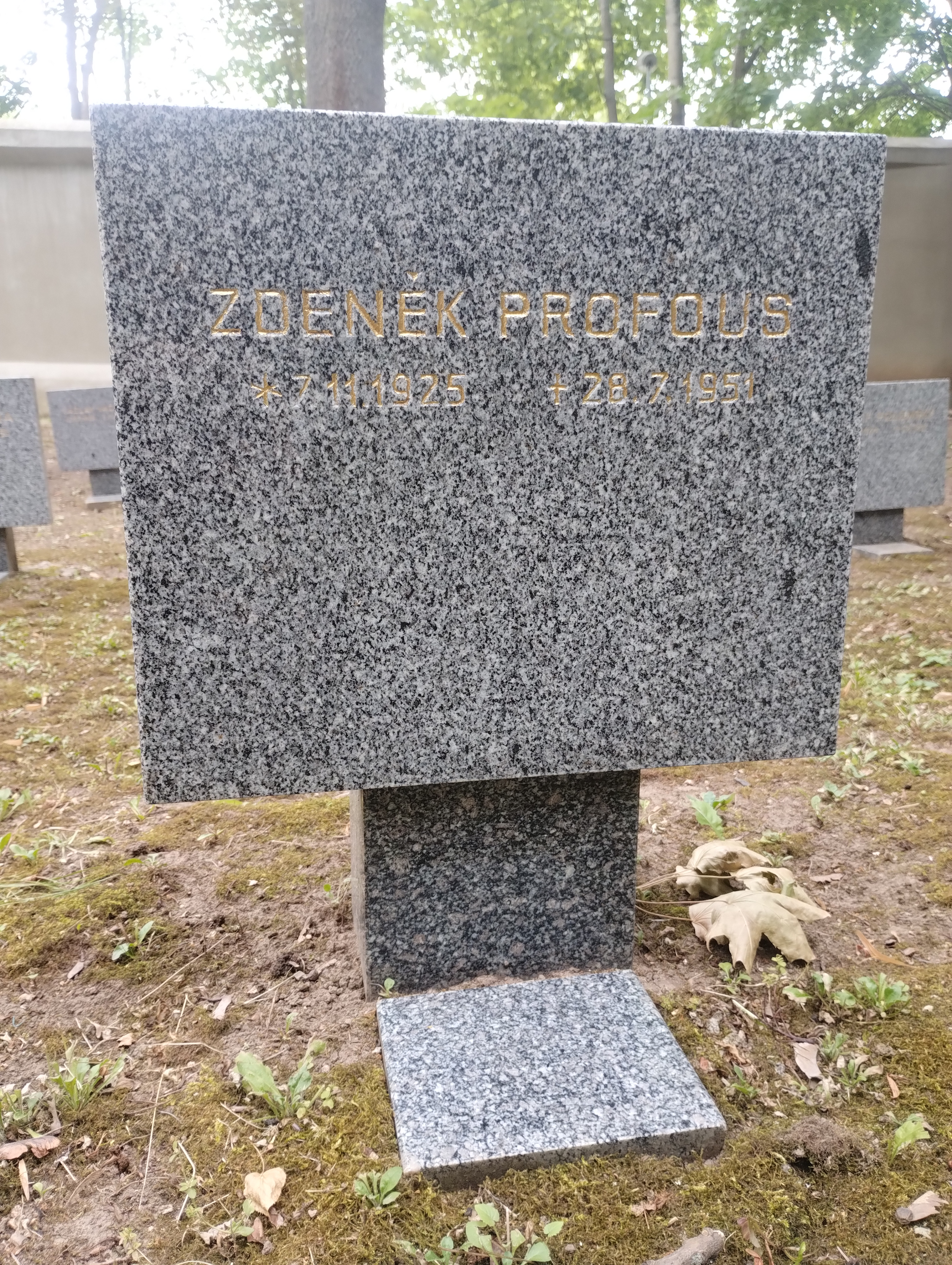
Symbolický náhrobek Z. Profouse na Čestném pohřebišti v Ďáblicích

## Připomínky
- Jeho jméno je uvedeno na Pomníku Miladě Horákové a Obětem komunismu v Praze 4 - Nuslích na Náměstí Hrdinů, u stanice metra Pražského povstání, před Vrchním soudem v Praze a Vrchním státním zastupitelstvím v Praze.[9]

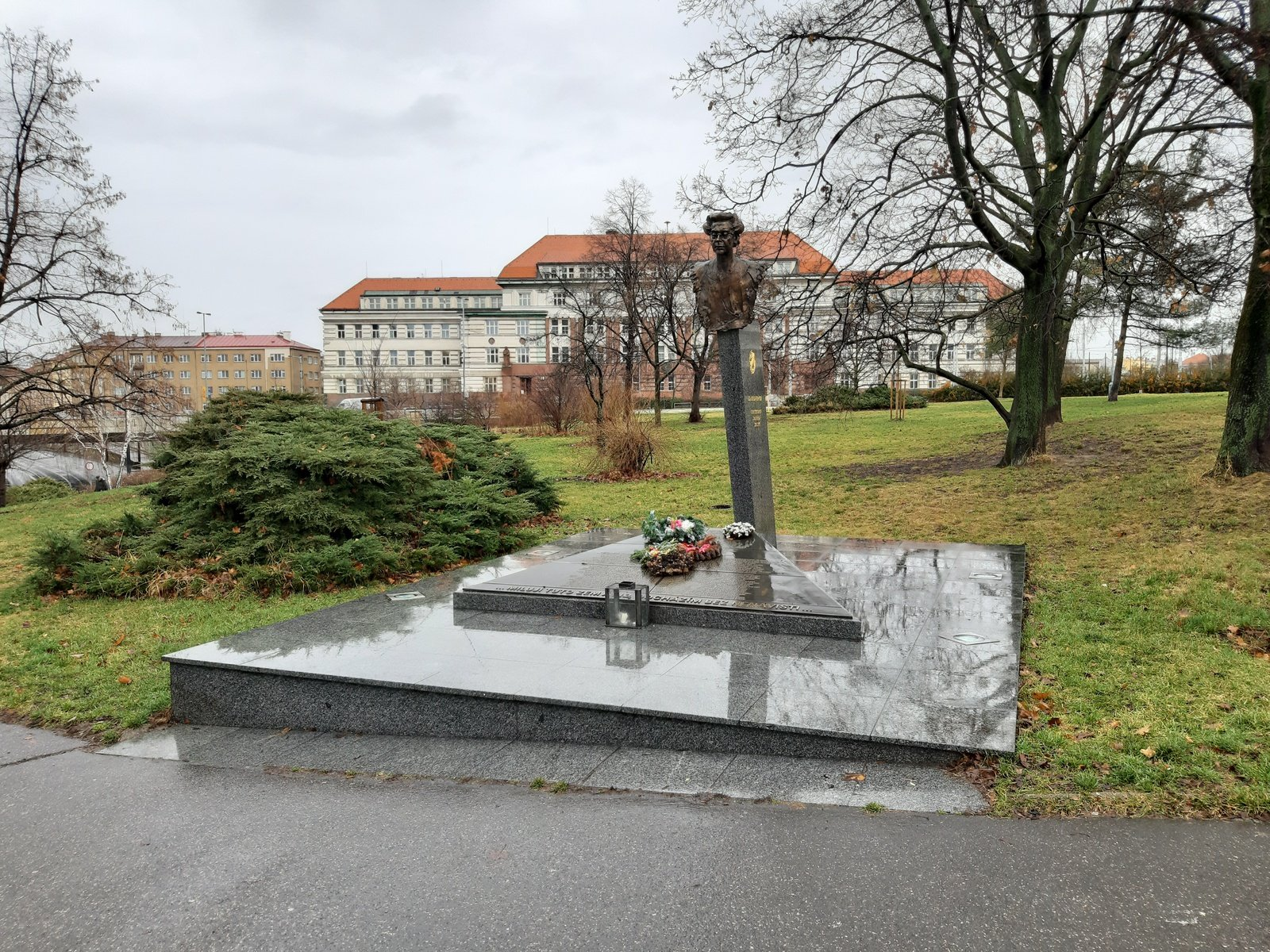
Pomník na náměstí Hrdinů v Praze 4 - Nuslích
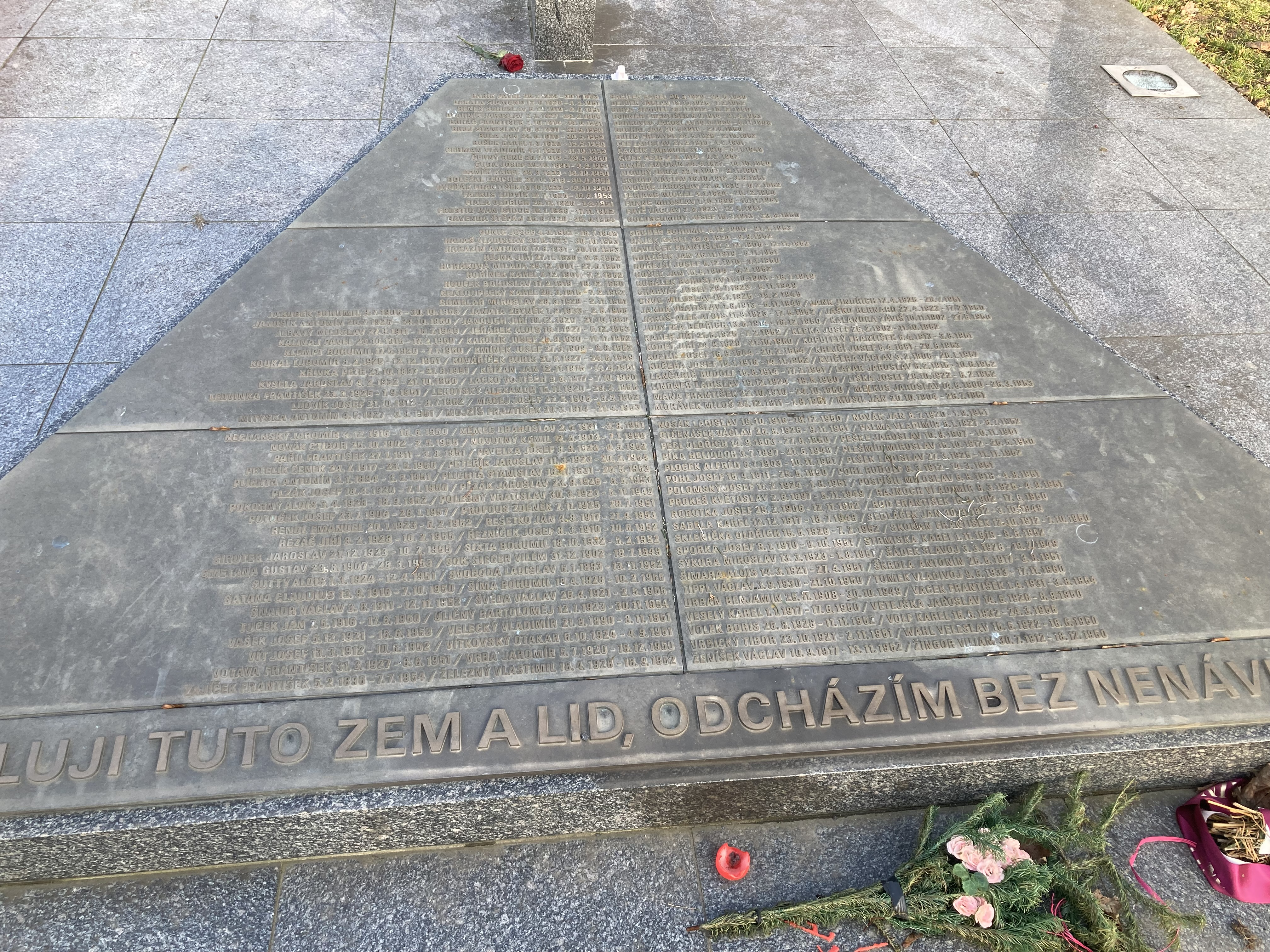
Seznam obětí komunismu se jménem Z. Profouse na pomníku na náměstí Hrdinů v Praze 4 - Nuslích